# Паслін солодко-гіркий
Паслін солодко-гіркий (Solanum dulcamara L.) — вид квіткових рослин родини пасльонові (Solanaceae). Рослина отруйна, може також використовуватися як лікарська.

## Опис
Це напівчагарник 30—180 см заввишки з повзучим дерев'янистим горбочкуватим кореневищем. Стебла довгі, звивисті, кутасті, розгалужені, плеткі, в нижній частині дерев'янисті, голі або трохи опушені. Листки чергові (2,5 — 12 см завдовжки, 0,6 −1 см завширшки), довгасто-яйцеподібні, загострені, при основі часто серцеподібні або мають дві маленькі довгасті частки. Верхні листки часто трироздільні або розсічені.
Суцвіття щиткоподібно-волотисте, при основі вилчасте, на довгому квітконосі. Квітки правильні, з подвійною оцвітиною. Чашечка п'ятизубчаста, маленька, блюдцеподібна. Віночок зрослопелюстковий, ліловий, рідко білий або рожевий, колесоподібний, із складчастим п'ятироздільним відгином (12-18 мм у діаметрі). Тичинок п'ять, пиляки вузькі, зрослися в конусоподібну трубку навколо стовпчика. Маточка одна, зав'язь верхня, стовпчик один з головчастою приймочкою.
Плід — яйцеподібна або еліпсоїдна, яскраво-червона, блискуча звисла ягода (1-3 см завдовжки).
Росте у вільшняках, по берегах річок, озер. Рослина тіньовитривала. Цвіте у травні — серпні. Поширена і заготовляють по всій Україні.

## Практичне використання
Лікарська, отруйна, інсектицидна, танідоносна. Декоративна рослина.
У народній медицині з лікувальною метою застосовують молоді трав'янисті пагони з листками при хворобах шкіри, особливо сверблячих екземах і запаленнях, при бронхіальній астмі, простудних захворюваннях, запаленнях сечового міхура, проносах, нерегулярних менструаціях, як ранозагоювальний і глистогінний засіб. Застосовують листки також при водянці, жовтяниці, коклюші; зовнішньо — при золотусі та ревматизмі; ягоди — при венеричних хворобах, епілепсії, приступах мігрені, відвар квіток — при легеневих хворобах і катарах дихальних шляхів.
У гомеопатії есенцію із свіжих молодих пагонів використовують при грипі, кропив'янці, ревматизмі, отруєннях ріжками, корчах.
Листки та ягоди пасльону солодко-гіркого отруйні, лікуватися ними треба лише під наглядом лікаря. Вони містять гліокоалкалоїд соланін, глюкозид дулкамарин, крохмаль, смолу, білкові речовини. Дулкамарин за своєю дією подібний до атропіну. Відомі випадки отруєння тварин і птахів. Отруєння ним порушує координацію рухів у великої рогатої худоби, викликає пронос, серцебиття.
Стебла і листки мають інсектицидну дію, відвар з них (5-6 кг свіжих стебел на відро води) застосовують для обприскування проти гусені і личинок різних видів комах.
Пагони і листки містять таніди (до 11%), придатні для дублення шкур.
Рослина декоративна як у період цвітіння, так і в період достигання плодів, придатна для вертикального озеленення на зволожених місцях.

## Збирання, переробка та зберігання
Збирають трав'янисті верхівки стебел на початку або під час цвітіння. Сушать у затінку. Зберігають у ящиках, вистелених папером, окремо, як отруйну рослину.